# Canton de Narbonne-1
Le canton de Narbonne-1 est une circonscription électorale française du département de l'Aude créée par le décret du 21 février 2014 et entrée en vigueur lors des élections départementales de 2015.

## Histoire
Un nouveau découpage territorial de l'Aude entre en vigueur en mars 2015, défini par le décret du 21 février 2014, en application des lois du 17 mai 2013 (loi organique 2013-402 et loi 2013-403). Les conseillers départementaux sont, à compter de ces élections, élus au scrutin majoritaire binominal mixte. Les électeurs de chaque canton élisent au Conseil départemental, nouvelle appellation du Conseil général, deux membres de sexe différent, qui se présentent en binôme de candidats. Les conseillers départementaux sont élus pour six ans au scrutin binominal majoritaire à deux tours, l'accès au second tour nécessitant 12,5 % des inscrits au premier tour. En outre la totalité des conseillers départementaux est renouvelée. Ce nouveau mode de scrutin nécessite un redécoupage des cantons dont le nombre est divisé par deux avec arrondi à l'unité impaire supérieure si ce nombre n'est pas entier impair, assorti de conditions de seuils minimaux. Dans l'Aude, le nombre de cantons passe ainsi de 35 à 19.

## Représentation
| Période élective | Période élective | Mandat | Mandat   | Identité              | Nuance | Nuance | Qualité |
| ---------------- | ---------------- | ------ | -------- | --------------------- | ------ | ------ | --- |
| 2015             | 2021             | 2015   | 2021     | Nicolas Sainte-Cluque |        | PS     | Avocat Conseiller municipal de Narbonne                                                                                   |
| 2015             | 2021             | 2015   | 2021     | Magali Vergnes        |        | PS     | Agricultrice, maire de Névian                                                                                             |
| 2021             | 2028             | 2021   | en cours | Francis Morlon        |        | EELV   | Directeur de la LPO de l'Aude, Narbonne, 7ème Vice-Président du conseil départemental, délégué à la transition écologique |
| 2021             | 2028             | 2021   | en cours | Magali Vergnes        |        | PS     | Conseillère sortante |

### Résultats détaillés

#### Élections de mars 2015
À l'issue du premier tour des élections départementales de 2015, deux binômes sont en ballottage : Émilie Aroles et Joseph Cloutier (FN, 35,34 %) et Nicolas Sainte-Cluque et Magali Vergnes (PS, 28,56 %). Le taux de participation est de 51,57 % (8 381 votants sur 16 252 inscrits) contre 57,46 % au niveau départemental et 50,17 % au niveau national.
Au second tour, Nicolas Sainte-Cluque et Magali Vergnes (PS) sont élus avec 53,25 % des suffrages exprimés et un taux de participation de 54,67 % (4 214 voix pour 8 884 votants et 16 251 inscrits).

#### Élections de juin 2021
Le premier tour des élections départementales de 2021 est marqué par un très faible taux de participation (33,26 % au niveau national). Dans le canton de Narbonne-1, ce taux de participation est de 30,57 % (5 410 votants sur 17 698 inscrits) contre 39,73 % au niveau départemental. À l'issue de ce premier tour, deux binômes sont en ballottage : Francis Morlon et Magali Vergnes (Union à gauche avec des écologistes, 39,82 %) et Jean-François Daraud et Laura Mondie (RN, 33,92 %).
Le second tour des élections est marqué une nouvelle fois par une abstention massive équivalente au premier tour. Les taux de participation sont de 34,3 % au niveau national, 39,98 % dans le département et 32,36 % dans le canton de Narbonne-1. Francis Morlon et Magali Vergnes (Union à gauche avec des écologistes) sont élus avec 58,89 % des suffrages exprimés (3 079 voix pour 5 727 votants et 17 700 inscrits),,.

## Composition
| Nom                              | Code Insee | Intercommunalité  | Superficie (km2) | Population (dernière pop. légale)                | Densité (hab./km2) | Modifier                                    |
| -------------------------------- | ---------- | ----------------- | ---------------- | ------------------------------------------------ | ------------------ | ------------------------------------------- |
| Narbonne (bureau centralisateur) | 11262      | CA Grand Narbonne | 172,96           | Fraction : 21 808 (2022) Commune : 56 692 (2022) | 328                | modifier les données · modifier les données |
| Bizanet                          | 11040      | CA Grand Narbonne | 37,09            | 1 749 (2022)                                     | 47                 | modifier les données · modifier les données |
| Montredon-des-Corbières          | 11255      | CA Grand Narbonne | 17,15            | 1 477 (2022)                                     | 86                 | modifier les données · modifier les données |
| Névian                           | 11264      | CA Grand Narbonne | 14,25            | 1 283 (2022)                                     | 90                 | modifier les données · modifier les données |
| Villedaigne                      | 11421      | CA Grand Narbonne | 2,49             | 573 (2022)                                       | 230                | modifier les données · modifier les données |
| Canton de Narbonne-1             | 1111       |                   |                  | 26 890 (2022)                                    |                    | modifier les données                        |

Le canton de Narbonne-1 comprend :
1. Quatre communes entières ;
2. La partie de la commune de Narbonne non comprise dans les cantons de Narbonne-2 et de Narbonne-3.

## Démographie
En 2022, le canton comptait 26 890 habitants, en évolution de +4,72 % par rapport à 2016 (Aude : +2,65 %, France hors Mayotte : +2,11 %).
| 2013   | 2018   | 2022   |
| ------ | ------ | ------ |
| 24 609 | 25 997 | 26 890 |